# Johan Tornberg
Pour les articles homonymes, voir Tornberg.
Johan Tornberg (né le 12 juillet 1973 à Pajala) est un ancien joueur professionnel suédois de hockey sur glace. Il est devenu entraîneur.

## Carrière en club
Il commence en senior en 1990 avec le Kiruna IF en Division 1. Il s'impose en Elitserien en 1993 avec le Brynäs IF. Il rejoint deux ans plus tard le VIK Västerås HK. Il met un terme à sa carrière en 2001 après trois saisons avec les Malmö Redhawks.

## Carrière internationale
Il a représenté la Suède. Il est médaillé d'or au championnat du monde 1998.

## Statistiques

### En club
| Saison    | Équipe          | Ligue      |    | Saison régulière | Saison régulière | Saison régulière | Saison régulière | Saison régulière |    | Séries éliminatoires | Séries éliminatoires | Séries éliminatoires | Séries éliminatoires | Séries éliminatoires |
| Saison    | Équipe          | Ligue      | PJ | B                | A                | Pts              | Pun              | PJ               | B  | A                    | Pts                  | Pun                  |                      |                      |
| 1990-1991 | Kiruna IF       | Division 1 | 32 | 0                | 6                | 6                | 36               |                  |    |                      |                      |                      |                      |                      |
| 1991-1992 | Kiruna IF       | Division 1 | 29 | 5                | 10               | 15               | 36               |                  |    |                      |                      |                      |                      |                      |
| 1992-1993 | Kiruna IF       | Division 1 | 30 | 3                | 10               | 13               | 40               |                  |    |                      |                      |                      |                      |                      |
| 1993-1994 | Brynäs IF       | Elitserien | 11 | 0                | 1                | 1                | 6                |                  |    |                      |                      |                      |                      |                      |
| 1994-1995 | Brynäs IF       | Elitserien | 37 | 1                | 1                | 2                | 20               | 4                | 0  | 0                    | 0                    | 0                    |                      |                      |
| 1995-1996 | VIK Västerås HK | Elitserien | 38 | 0                | 7                | 7                | 51               | --               | -- | --                   | --                   | --                   |                      |                      |
| 1996-1997 | VIK Västerås HK | Elitserien | 47 | 12               | 8                | 20               | 50               | --               | -- | --                   | --                   | --                   |                      |                      |
| 1997-1998 | VIK Västerås HK | Elitserien | 31 | 4                | 7                | 11               | 41               |                  |    |                      |                      |                      |                      |                      |
| 1998-1999 | Malmö Redhawks  | Elitserien | 50 | 13               | 10               | 23               | 28               | 7                | 1  | 4                    | 5                    | 10                   |                      |                      |
| 1999-2000 | Malmö Redhawks  | Elitserien | 42 | 11               | 15               | 26               | 50               |                  |    |                      |                      |                      |                      |                      |
| 2000-2001 | Malmö Redhawks  | Elitserien | 36 | 10               | 12               | 22               | 12               | 9                | 1  | 3                    | 4                    | 4                    |                      |                      |

### En équipe nationale
| Année | Équipe    | Compétition |   | PJ | B | A | Pts | Pun               |  | Résultat |
| 1991  | Suède Jr. | CE Jr.      | 6 | 0  |   |   |     | Quatrième         |  |          |
| 1993  | Suède Jr. | CM Jr.      | 7 | 1  | 1 | 2 | 10  | Médaille d'argent |  |          |
| 1998  | Suède     | CM          | 9 | 2  | 0 | 2 | 4   | Médaille d'or     |  |          |